# Red Savina

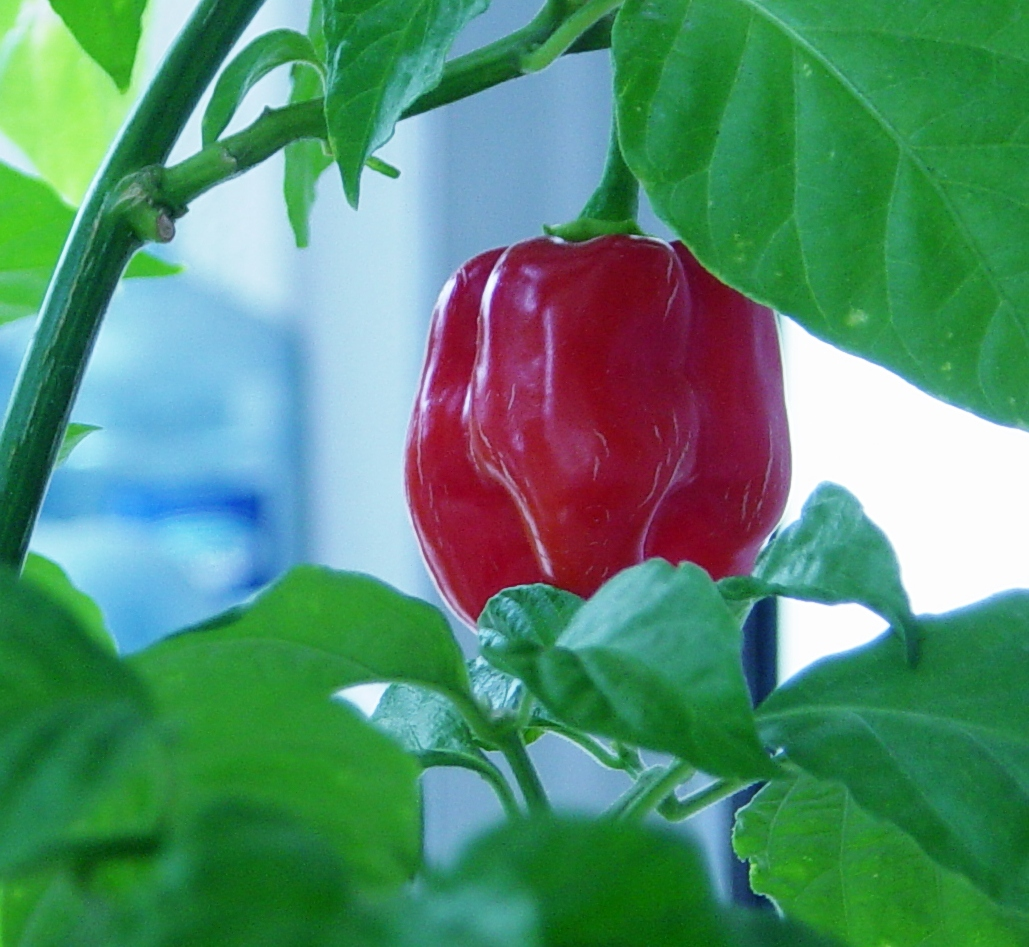
Red Savina (Capsicum chinense cv. 'Red Savina')

Die Red Savina ist eine Zuchtform der Art Capsicum chinense und gehört damit zur Gattung Paprika (Capsicum).
Die Sorte wurde von der in Walnut, Südkalifornien ansässigen Firma GNS Spices unter der Leitung von Frank Garcia entwickelt und ist unter dem US-amerikanischen Plant Variety Protection Act (PVP #9200255) geschützt.
Bis 2006 hielt Red Savina mit 577.000 gemessenen Scoville-Einheiten den Rekord der schärfsten Chilisorte der Welt und stand damit auch im Guinness-Buch der Rekorde. Damit enthalten die Früchte der Pflanze beinahe 4 % Capsaicin. Übliche Habanero-Züchtungen bringen es auf etwa 100.000–300.000 Scoville-Einheiten, was bereits der 65-fachen Schärfe einer Jalapeño entspricht. Übertroffen wurde Red Savina von einigen Capsicum chinense-Sorten aus Indien. Neuer Rekordhalter seit 2023 ist die Pepper X mit über 2.600.000 Scoville-Einheiten.
Bei einem Test, in dem der Wert für die schärfste Chili der Welt ermittelt wurde, wurde für die Red Savina nur ein Wert von 248.556 SHU gemessen. Damit lag sie noch unter dem Wert der Habanero und deutlich unter dem im Guinness-Buch der Rekorde angegebenen Wert.